# Podzamcze (Wieruszów)
Podzamcze (deutsch Wilhelmsbrück) ist ein Stadtteil von Wieruszów, in der Woiwodschaft Łódź in Polen, am linken Ufer der Prosna.

## Geschichte
1303 wurde Lutold de Weruchs urkundlich erwähnt, ein Ritter aus Schlesien und wahrscheinlich der Stammvater der Familie Wieruszowski, die in Großpolen im Jahr 1337 erstmals erwähnt wurde. 1340 wurde auch ein Ort namens Werexaw im Gericht in Legnica benannt. Möglicherweise handelte es sich um Stary Wieruszów (Alt-Wieruszów), am linken Ufer der Prosna (wo es Spuren einer Wallburg gibt), das 1368 als Wierusow antiqua, antiquum oppidum Wyerusszow in einem Dokument des Breslauer Bischofs Preczlaw von Pogarell erwähnt wurde. Anfänglich gehörte das Gebiet um Ostrzeszów und Kępno westlich der Prosna in der Zeit der ersten Piasten politisch zu Schlesien, wurde aber am wahrscheinlichsten um das Jahr 1146 zum Teil Großpolens. Aus dieser Zeit rührte die bis 1821 bestehende Zugehörigkeit zum Bistum Breslau.
Die erste sichere urkundliche Erwähnung einer Siedlung am rechten Ufer der Prosna bzw. nova Wieruszow stammt aus dem Jahre 1368. Stary Wieruszów am linken Ufer der Prosna war damals der Sitz der Pfarrei des Bistums Breslau für beide Orte. Stary Wieruszów wurde bis zum 20. Jahrhundert eher als eine separate Ortschaft betrachtet, jedoch nach dem Jahr 1425 nicht mehr als eine Stadt. Im 15. Jahrhundert wurde die Pfarrei des neuen Wieruszóws erstmals als zum Erzbistum Gnesen eindeutig gehörend erwähnt. Der Sitz der Breslauer Pfarrei in Stary Wieruszów bzw. Podzamcze wurde später in Świba verlegt.
Politisch gehörten beide Orte zum Weluner Land, ab dem frühen 15. Jahrhundert in der Woiwodschaft Sieradz im Königreich Polen (ab 1569 in der Adelsrepublik Polen-Litauen).
Infolge der Zweiten Teilung Polens kamen sie unter preußische Herrschaft. Mit der Bildung des Herzogtums Warschau wurden sie 1807 Teil desselben. Mit der Bildung Kongresspolens wurden sie durch die Prosna geteilt. Der westlich der Prosna liegende Podzamcze (ein Ort pod zamkiem – unterhalb der Burg), eingedeutscht Podsamtsche, Teil Preußens, das (Neu) Wieruszów fiel an Kongresspolen.
1872 bis 1873 wurde der verbleibende Abschnitt der Breslau-Warschauer Eisenbahn innerhalb Preußens von Kempen bis Podsamtsche eröffnet. Der Bahnhof wurde Wilhelmsbrück genannt. Im Grenzort siedelten sich u. a. deutsche Protestanten an, die 1888 eine Kirche errichteten. Im späten 19. Jahrhundert gab es 60 Häuser mit 698 Einwohnern, davon waren 340 Römisch-Katholiken, 268 Protestanten und 90 Juden. Am Ende des 19. Jahrhunderts zählte die evangelische Filialgemeinde von Kępno etwa 630 Seelen. 1905 wurde der Ort auch in Wilhelmsbrück umbenannt.
Nach dem Ende des Ersten Weltkriegs kam der Ort zu Polen, Woiwodschaft Posen. 1920 wurde die römisch-katholische Pfarrei im Ort wiedererrichtet. Im Jahr 1921 gab es in der Gemeinde Podzamcze im Powiat Kępno 99 Häuser mit 878 Einwohnern, davon waren 851 polnischer, 18 deutscher und 9 anderer Nationalität, 769 waren römisch-katholisch, 28 israelitisch, 3 evangelisch.
Die evangelische Pfarrgemeinde der Superintendentur Ostrzeszów der Unierten Evangelischen Kirche in Polen zählte im Jahr 1937 114 Mitglieder.
Beim Überfall auf Polen 1939 wurde das Gebiet von den Deutschen besetzt und dem Landkreis Kempen im Reichsgau Wartheland zugeordnet.
Podzamcze wurde 1973 nach Wieruszów eingemeindet.

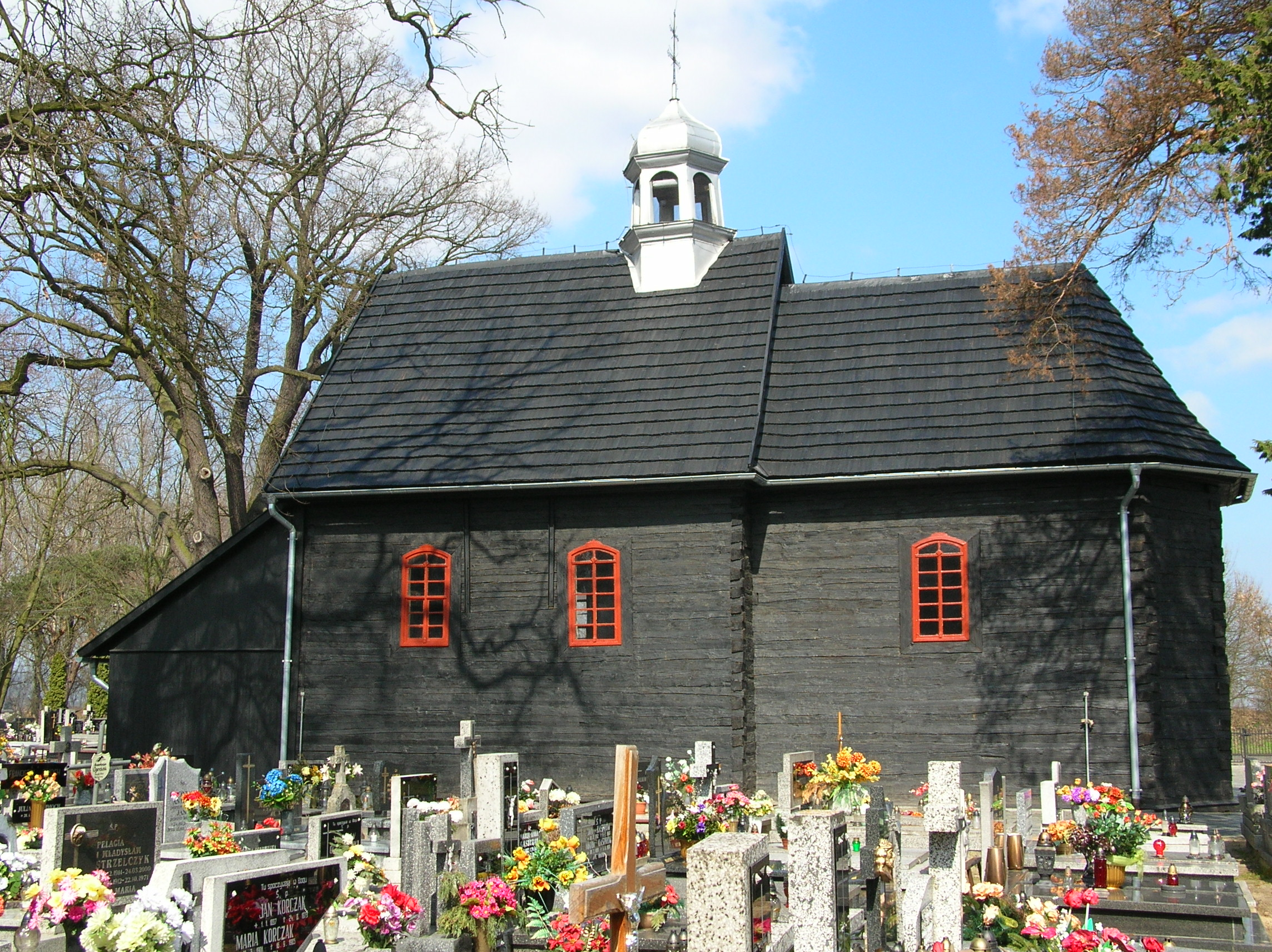
Römisch-katholische Holzkirche
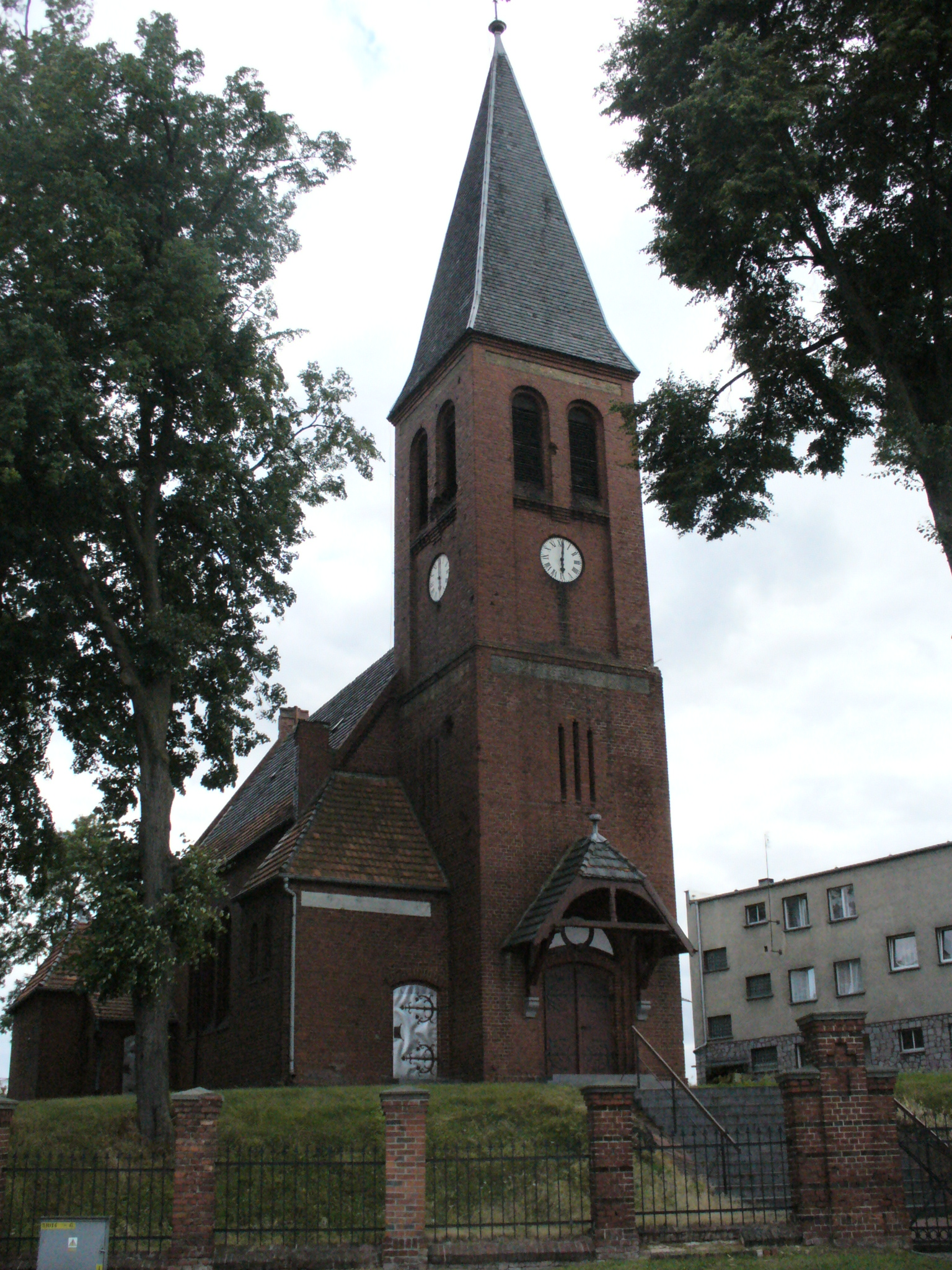
Evangelische Kirche
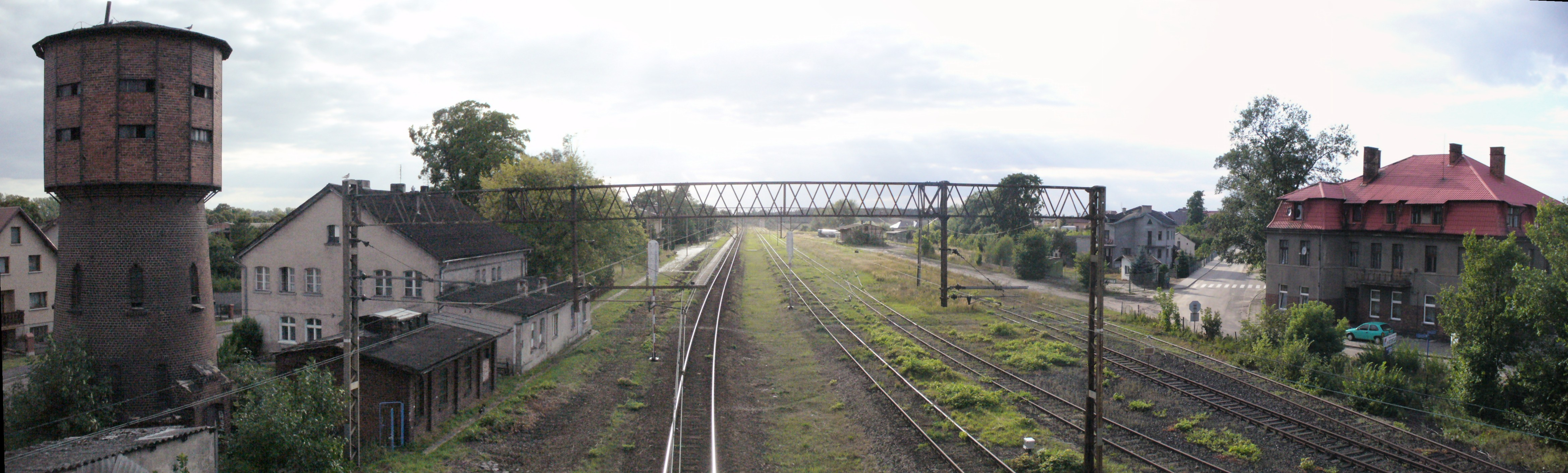
Bahnhof